# Дом Левина
Дом Левина — историческое здание начала XIX века в Минске, памятник архитектуры (номер 711Е000001). Расположен по адресу: Революционная улица, дом 14.

## История
Каменный дом построен в первой половине XIX века на подвале, сохранившемся с XVIII века. В середине XIX века зданием владели минские мещане Левины. В 1850-е годы в доме жил белорусский писатель В. Дунин-Марцинкевич. Дом был повреждён большим городским пожаром 1881 года, после чего был восстановлен в прежнем виде. По состоянию на 1910 год, в доме были мануфактурные магазины, а во дворе несколько мастерских. Остальные помещения были жилыми. После 1920 года дом был национализирован, помещения переоборудованы под коммунальные квартиры. В годы Великой Отечественной войны дом не пострадал. За время послевоенных ремонтов была утрачена первоначальная внутренняя планировка. Во второй половине XX века дом занимали разные учреждения. В 1970 году в нём находилась редакция журнала «Памятники истории и культуры Белоруссии».

## Архитектура
Двухэтажное кирпичное здание оформлено в стиле классицизма. Фасад симметричен, в центральной его части находится большая арка, перекрытая сводами, над которой размещён большой балкон на 2 дверных проёма, обрамлённых полуколонками. Окна второго этажа лучковые с профилированными наличниками. Этажи разделяет тяга. Под крышей проходит развитый карниз.